# Publicidad comparativa
publicidad comparativa o guerra publicitaria, es una publicidad en la cual un producto o servicio, menciona específicamente el nombre de un competidor para el propósito expreso de mostrar que el competidor es inferior al producto mencionado. También referida como  “contrapublicidad”, la cual es vagamente definida como publicidad donde “la marca publicitada es comparada explícitamente con una o más marcas competidoras y la comparación es obvia a la audiencia”.
Esto no debe confundirse con publi 
paródica, donde un producto ficticio es publicitado con el único propósito de burlarse de un anuncio comercial en particular, ni tampoco ser confundido con el uso de una marca inventada con la finalidad de comparar un producto sin nombrar, de hecho, un competidor real.
En los Estados Unidos, la Federal Trade Commision (FTC) define a la publicidad comparativa como “publicidad que compara marcas alternativas con base en atributos medibles objetivamente, o precios e identifica la marca alternativa por nombre, ilustración o información distintiva”. Esta definición fue utilizada en el caso Gillette Australia Pty. Ltd contra Energizer Pty. Ltd. Similarmente el Consejo Legal Australiano recientemente sugirió que la publicidad comparativa se refiere a “publicidad en la cual se nombra a un competidor de una forma y que no se afecte aspectos de su propiedad en el marco del anuncio”
Las publicidades comparativas pueden ser directas o indirectas, positivas o negativas y buscar “asociar o diferenciar las dos compañías rivales”. Diferentes países aplican diversos  puntos de vista respecto a la legislación de este tipo de publicidad.

## Historia
El primer caso  conocido concerniente a publicidad comparativa, data de 1910 en los Estados Unidos (Saxlehner contra Wagner). Antes de los años 70, la publicidad comparativa  se consideraba inviable debido a los riesgos relacionados.  Por ejemplo, la publicidad comparativa podría llevar a confundir productos, provocar potenciales problemas legales, y posiblemente, desviar incluso la simpatía del público hacia los competidores, que se verían como las víctimas.
En 1972, la FTC comenzó a incentivar a los anunciantes para que hicieran comparaciones con el nombre de la competencia,  con el objetivo de crear publicidad más informativa. La FTC, consideraba que esta forma de publicidad fomentaba la compra comparativa, alentaba a la mejora e innovación de los productos, y permitía un ambiente positivo de competencia. Sin embargo, estudios han demostrado que  mientras la publicidad comparativa ha aumenta desde 1960, el número relativo de publicidad comparativa sigue siendo pequeño.

## Estatus legal

### Reino Unido
En el Reino Unido, el  uso de la marca registrada de un competidor en una publicidad comparativa, era una infracción del registro hasta finales  de 1994. Sin embargo, las leyes acerca de la publicidad comparativa fueron relajadas en el año 2000. Las reglas actuales acerca de la publicidad comparativa son reguladas por una serie de directivas de la Unión Europea. The Business Protection from Misleading Marketing Regulations 2008 implementaba disposiciones de la Directiva (EC) 2006/114 en el Reino Unido.
Uno de los casos clásicos de publicidad comparativa en el Reino Unido fue el  caso  02 contra Hutchinson. La Corte Europea de Justicia, sostuvo que pudo haberse suscitado una infracción de marca cuando una publicidad comparativa usó la marca registrada para publicitar sus propios bienes y servicios. También se sostuvo, que el propietario de una marca registrada no podía evitar que un competidor usara un símbolo similar o idéntico a su marca en una publicidad comparativa, siempre y cuando se ajustara a las condiciones establecidas en la Directiva de Publicidad Comparativa.

### Estados Unidos
La FTC y la National Advertising Division of the Council of Better Business Bureaus Inc (NAD), aplican las leyes de publicidad comparativa en los Estados Unidos, incluyendo los reclamos existentes sobre estas. La FTC afirma que la publicidad comparativa puede beneficiar a los consumidores  y alienta al uso de esta, siempre y cuando estas sean “claramente identificables,  veraces, y no engañosas”. Aunque la publicidad comparativa es alentada, la NAD establece que  “afirmaciones donde expresa o implícitamente desacreditan un producto de la competencia, deben mantenerse al más alto  nivel de escrutinio para asegurarse que son veraces,  precisos”. Otra gran ley es el Acta Lanham de protección de la marca registrada, la cual establece que uno podría incurrir en responsabilidad cuando el mensaje de la publicidad no es  cierto o impreciso, pero que tiene la intención de engañar al consumidor a través del mensaje implícito.